# The Complete Depeche Mode
The Complete Depeche Mode és una edició en format digital, per descàrrega des d'iTunes, de la discografia del grup anglès de pop electrònic Depeche Mode. Conté tots els seus discos, a més de tots els seus senzills (amb les corresponents cares B), temes en directe, remescles exclusives, rareses i versions acústiques. En total, 644 cançons que abasten el període comprès entre els anys 1980 i 2006.

## Contingut
Àlbums
1. Speak & Spell (edició remasteritzada, 12 cançons)
2. A Broken Frame (edició estàndard remasteritzada, 10 cançons)
3. Construction Time Again (edició estàndard, 9 cançons)
4. Some Great Reward (edició remasteritzada)
5. Black Celebration (edició estàndard, 11 cançons)
6. Music for the Masses (edició estàndard remasteritzada, 10 cançons)
7. Violator (edició remasteritzada)
8. Songs of Faith and Devotion (edició remasteritzada)
9. Ultra
10. Exciter
11. Playing the Angel

Discos en directe
1. 101
2. Songs of Faith and Devotion Live
3. Touring the Angel: Live in Milan (versió àudio, 8 cançons)

Recopilacions
1. The Singles 81>85
2. The Singles 86>98
3. Remixes 81-04 (edició normal, 24 cançons)

### Box sets
Singles Box Set 1
1. "Dreaming of Me"
2. "New Life"
3. "Just Can't Get Enough"
4. "See You"
5. "The Meaning of Love"
6. "Leave in Silence"

Singles Box Set 2
1. "Get the Balance Right"
2. "Everything Counts"
3. "Love, In Itself"
4. "People are People"
5. "Master and Servant"
6. "Blasphemous Rumours / Somebody"

Singles Box Set 3
1. "Shake the Disease"
2. "It's Called a Heart"
3. "Stripped"
4. "A Question of Lust"
5. "A Question of Time"
6. "Little 15"

Singles Box Set 4
1. "Strangelove"
2. "Never Let Me Down Again"
3. "Behind the Wheel"
4. "Everything Counts Live"
5. "Personal Jesus"
6. "Enjoy the Silence"

Singles Box Set 5
1. "Policy of Truth"
2. "World in My Eyes"
3. "I Feel You"
4. "Walking in My Shoes"
5. "Condemnation"
6. "In Your Room"

Singles Box Set 6
1. "Barrel of a Gun"
2. "It's No Good"
3. "Home"
4. "Useless"
5. "Only When I Lose Myself"
6. "Dream on"

Singles Box Set 7 (Sense equivalent físic)
1. "I Feel Loved"
2. "Freelove"
3. "Goodnight Lovers"
4. "Enjoy the Silence 04"
5. "Precious"
6. "A Pain That I'm Used To"

Singles Box Set 8 (Sense equivalent físic)
1. "Suffer Well"
2. "John the Revelator / Lilian"
3. "Martyr"

### Remescles digitals exclusives
1. "Enjoy the Silence (Richard X Mix)"
2. "Something to Do (Black Strobe Alternative Mix)"
3. "Photographic (Rex the Dog Faithful Mix)"
4. "Enjoy the Silence (Timo Maas Instrumental)"
5. "Enjoy the Silence (Ewan Pearson Extended Instrumental)"
6. "Precious (Calderone & Quayle Damaged Club Mix)"
7. "A Pain That I'm Used To (Telex Club Mix)"
8. "A Pain That I'm Used To (Telex Remix 2)"
9. "A Pain That I'm Used To (Radio version)"
10. "Suffer Well (M83 Instrumental)"
11. "John the Revelator (Bill Hamel's Audio Magnetics Club Remix)"
12. "John the Revelator (Bill Hamel's Audio Magnetics Dub)"
13. "John the Revelator (Bill Hamel's Audio Magnetics Edit)"
14. "John the Revelator (Boosta Edit)"
15. "John the Revelator (James T. Cotton Dub)"
16. "John the Revelator (Murk Miami Remix)"
17. "John the Revelator (Tiefschwarz Edit)"
18. "John the Revelator (UNKLE Edit)"
19. "John the Revelator (UNKLE Instrumental)"

### Remescles inèdites i versions acústiques exclusives
1. "John the Revelator (New York Rehearsal)"
2. "Walking in My Shoes (New York Rehearsal)"
3. "Home (New York Rehearsal)"
4. "The Sinner in Me (New York Rehearsal)"
5. "Suffer Well (New York Rehearsal)"
6. "I Feel You (New York Rehearsal)"
7. "Goodnight Lovers (New York Rehearsal)"
8. "Clean (Bare)"
9. "Surrender (Bare)"
10. "Waiting for the Night (Bare)"
11. "Nothing's Impossible (Bare)"

### Temes primerencs en viu
1. "My Secret Garden"
2. "See You"
3. "Satellite"
4. "Tora! Tora! Tora!"
5. "New Life"
6. "Boys Say Go!"
7. "Nothing to Fear"
8. "The Meaning of Love"
9. "Just Can't Get Enough"
10. "A Photograph of You"
11. "Shout!"
12. "Photographic"
13. "Somebody"
14. "Two Minute Warning"
15. "Told You So"
16. "Ice Machine"
17. "Everything Counts"
18. "Master and Servant"
19. "People Are People"
20. "If You Want"
21. "Shame"
22. "Blasphemous Rumours"

- Temes 1-12 enregistrats en directe al Hammesmith (Londres).
- Temes 13-17 enregistrats en directe a Liverpool.
- Temes 18-22 enregistrats en directe a Basilea.

### Remescles promocionals i rareses
1. "People Are People (ON-Usound Remix)"
2. "Are People People?"
3. "Master and Servant (Black and Blue Mix)"
4. "(Set Me Free) Remotivate Me (US 12" Mix)"
5. "Flexible (Pre-Deportation Mix)"
6. "It's Called a Heart (Slow Mix)"
7. "It's Called a Heart (Emotion Mix)"
8. "It's Called a Heart (Emotion Dub)"
9. "But Not Tonight (Margouleff US 12" Mix)"
10. "But Not Tonight (Margouleff Dance Mix)"
11. "A Question of Lust (Flood Remix)"
12. "Route 66 / Behind the Wheel (Mega Single Mix)"
13. "Route 66 / Behind the Wheel (Megamix)"
14. "Route 66 / Behind the Wheel (Megadub)"
15. "Little 15 (Bogus Brothers Mix)"
16. "Personal Jesus (Kazan Cathedral Mix)"
17. "World in My Eyes (Daniel Miller Mix)"
18. "Walking in My Shoes (Random Carpet Mix [completa])"
19. "Slowblow (Mad Professor Mix)"
20. "Rush (Black Sun Remix)"
21. "It's No Good (Club 69 Future Mix)"
22. "Dream on (Morel's Pink Noise Club Mix)"
23. "Dream on (Pink Noise Dub)"
24. "Dream on (The BRAT Mix)"
25. "Dream on (Morel's Pink is Waiting Mix)"
26. "I Feel Loved (Danny Tenaglia's Labor of Love Mix)"
27. "I Feel Loved (Danny Tenaglia's Labor of Love Instrumental)"
28. "Freelove (Deep Dish Freedom Remix)"
29. "Freelove (Deep Dish Freedom Dub)"
30. "Freelove (Dave Bascombe Mix)"
31. "Freelove (Powder Productions Mix)"
32. "Freelove (Josh Wink Dub)"
33. "Nothing (Headcleanr Rock Mix)"
34. "Lie to Me ('The Pleasure of Her Private Shame' Remix by LFO)"
35. "Precious (DJ Dan's 4am Mix)"
36. "Precious (DJ Dan's 6am Mix)"
37. "Martyr (Paul Van Dyk Radio Mix)"
38. "Martyr (Paul Van Dyk Vonyc Lounge Mix)"
39. "Martyr (Paul Van Dyk Dub Mix)"
40. "Martyr (Paul Van Dyk Remix)"
41. "Everything Counts (Troy Pierce Shadows Remix)"